# Callerinnys rufolimbata
Callerinnys rufolimbata är en fjärilsart som beskrevs av Alfred Ernest Wileman 1911. Callerinnys rufolimbata ingår i släktet Callerinnys och familjen mätare. Inga underarter finns listade i Catalogue of Life.